# Aanleunwoning

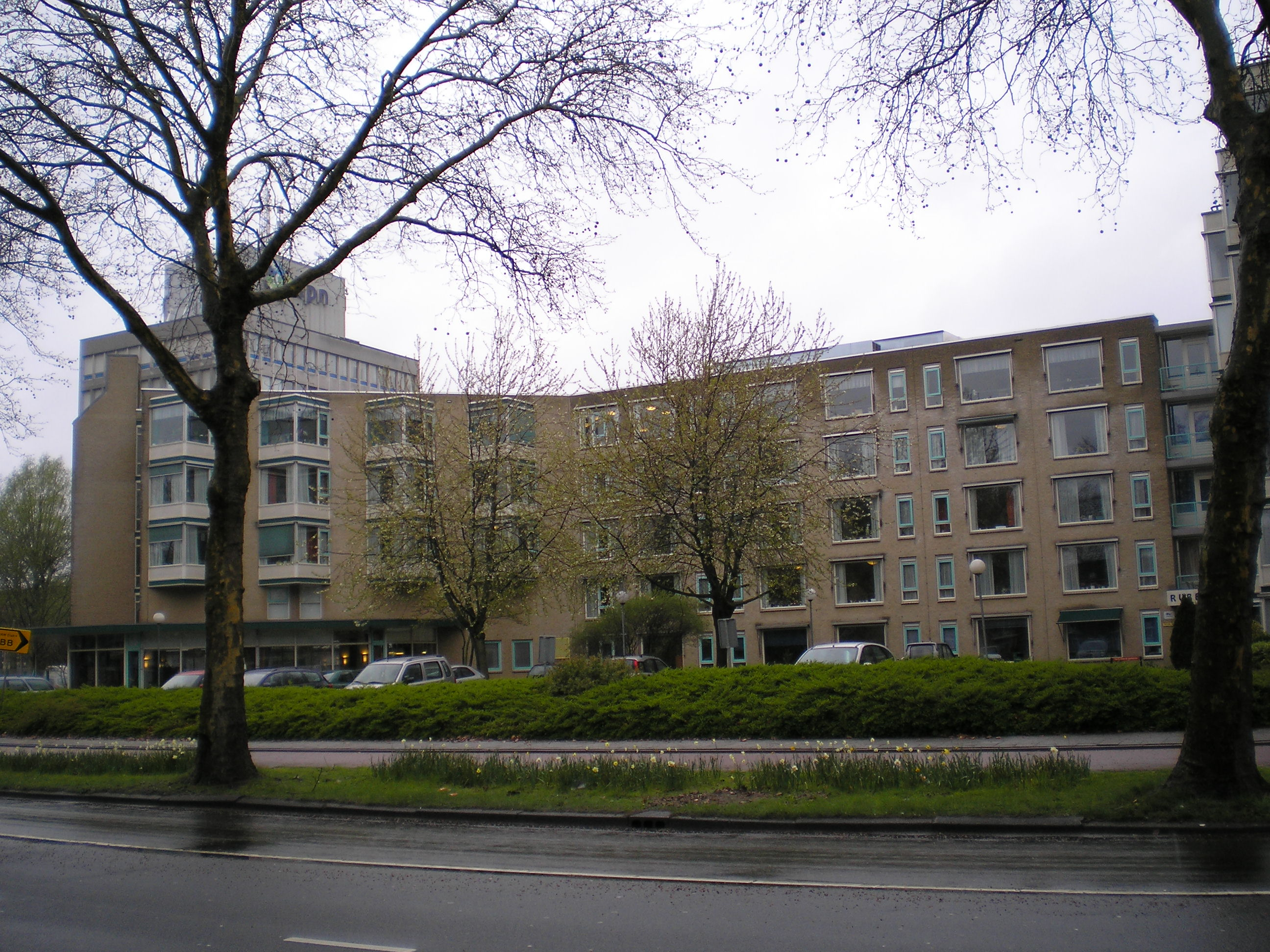
Zorgcentrum Swellengrebel in Utrecht met 120 aanleunwoningen.

Aanleunwoningen, in België assistentiewoningen of serviceflats genoemd, zijn woningen die gebouwd zijn tegen of in de nabijheid van een verzorgingshuis en bedoeld zijn voor oudere mensen, die nog redelijk mobiel zijn en geen grote gezondheidsproblemen hebben. Een inleunwoning is een soortgelijke woning in een verzorgingshuis. 
Zij kunnen op deze manier wel gebruik maken van de diensten van het verzorgingscentrum (verpleging dichtbij en bereikbaar via een eenvoudige alarmknop, mogelijk verzorging van maaltijden), terwijl ze verder redelijk zelfstandig kunnen blijven wonen met veel meer privacy dan in het verzorgingscentrum mogelijk zou zijn. Voor mensen in de aanleunwoningen geldt soms een voorkeursregeling wanneer de gezondheid zodanig achteruit gaat dat intensievere verzorging nodig is; er wordt zo versneld een plekje in het verzorgingshuis gevonden.

## Nederland
De aanleunwoning werd aangekondigd in 1975 in de Tweede Nota Bejaardenbeleid van het kabinet-Den Uyl. Doel was vooral om de ouderen uit het bejaardenhuis te houden zolang dat kon. Slechts 7 procent van de ouderen zou in de toekomst in een instelling mogen wonen.

## België
In Vlaanderen regelt het Agentschap Zorg en Gezondheid de erkenning van assistentiewoningen, met het oog op de minimumvereisten van het Woonzorgdecreet.
In het Brussels Gewest overkoepelt Iriscare de erkenning van assistentiewoningen. Informatie voor het publiek wordt verzorgd door de vzw’s Home-Info (Nederlandstalig) en Infor-Homes (Franstalig). 